# Damerey
Damerey est une commune française située dans le département de Saône-et-Loire, en région Bourgogne-Franche-Comté.

## Géographie
Damerey fait partie  de la Bresse chalonnaise. La Saône délimite la commune au nord-ouest.

### Climat
Pour des articles plus généraux, voir Climat de la Bourgogne-Franche-Comté et Climat de Saône-et-Loire.
En 2010, le climat de la commune est de type climat océanique dégradé des plaines du Centre et du Nord, selon une étude du Centre national de la recherche scientifique s'appuyant sur une série de données couvrant la période 1971-2000. En 2020, Météo-France publie une typologie des climats de la France métropolitaine dans laquelle la commune est exposée à un climat semi-continental et est dans la région climatique Bourgogne, vallée de la Saône, caractérisée par un bon ensoleillement (1 900 h/an), un été chaud (18,5 °C), un air sec au printemps et en été et des vents faibles.
Pour la période 1971-2000, la température annuelle moyenne est de 11,1 °C, avec une amplitude thermique annuelle de 18,1 °C. Le cumul annuel moyen de précipitations est de 856 mm, avec 11,4 jours de précipitations en janvier et 7,4 jours en juillet. Pour la période 1991-2020, la température moyenne annuelle observée sur la station météorologique de Météo-France la plus proche, « Bragny sur Saône », sur la commune de Bragny-sur-Saône à 9 km à vol d'oiseau, est de 12,3 °C et le cumul annuel moyen de précipitations est de 845,9 mm. 
La température maximale relevée sur cette station est de 40,3 °C, atteinte le 24 juillet 2019 ; la température minimale est de −12,9 °C, atteinte le 5 février 2012,,.
Les paramètres climatiques de la commune ont été estimés pour le milieu du siècle (2041-2070) selon différents scénarios d'émission de gaz à effet de serre à partir des nouvelles projections climatiques de référence DRIAS-2020. Ils sont consultables sur un site dédié publié par Météo-France en novembre 2022.

## Urbanisme

### Typologie
Au 1er janvier 2024, Damerey est catégorisée commune rurale à habitat dispersé, selon la nouvelle grille communale de densité à sept niveaux définie par l'Insee en 2022.
Elle est située hors unité urbaine. Par ailleurs la commune fait partie de l'aire d'attraction de Chalon-sur-Saône, dont elle est une commune de la couronne,. Cette aire, qui regroupe 109 communes, est catégorisée dans les aires de 50 000 à moins de 200 000 habitants,.

### Occupation des sols
L'occupation des sols de la commune, telle qu'elle ressort de la base de données européenne d’occupation biophysique des sols Corine Land Cover (CLC), est marquée par l'importance des territoires agricoles (65,3 % en 2018), en diminution par rapport à 1990 (77,6 %). La répartition détaillée en 2018 est la suivante : terres arables (35,3 %), forêts (20,1 %), prairies (18,5 %), zones agricoles hétérogènes (11,4 %), milieux à végétation arbustive et/ou herbacée (9,7 %), zones urbanisées (4 %), eaux continentales (0,9 %). L'évolution de l’occupation des sols de la commune et de ses infrastructures peut être observée sur les différentes représentations cartographiques du territoire : la carte de Cassini (XVIIIe siècle), la carte d'état-major (1820-1866) et les cartes ou photos aériennes de l'IGN pour la période actuelle (1950 à aujourd'hui).

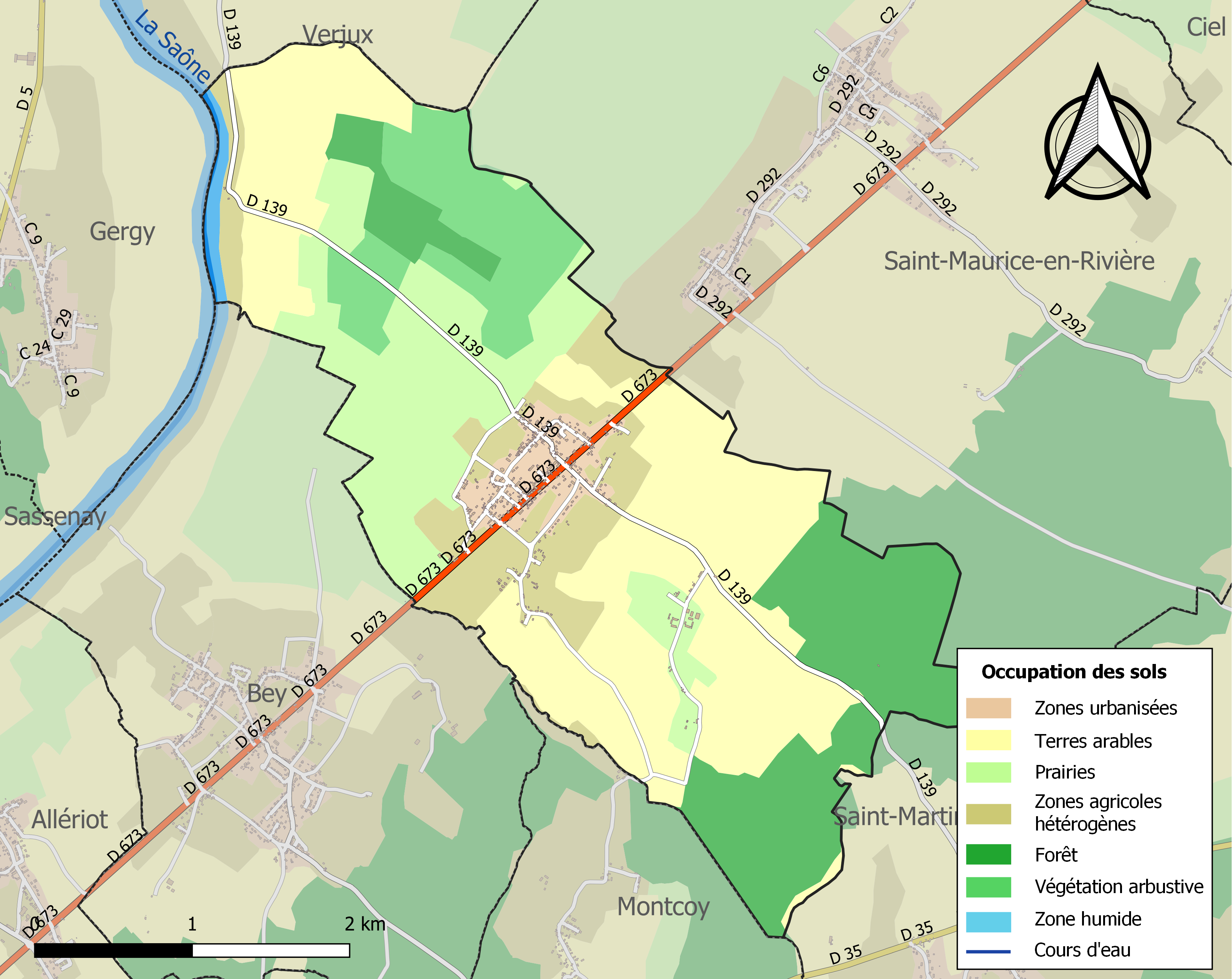
Carte des infrastructures et de l'occupation des sols de la commune en 2018 (CLC).

## Histoire
Selon l'historiographe Courtépée, « le pape Alexandre III mit en 1180, au nombre des cures dépendantes de la cathédrale de Chalon, celle de Damerey. L'évêque Guy, par traité avec Guy de Vauvry et ses chanoines, leur accorde tous les droits prétendus par ce seigneur sur les villages de Dalmarès, Baes (Bey), et Alériot, en 1226, et absout Guy de ces exactions sur ses terres. Jusqu'à la fin de l'ancien régime, le chapitre cathédral de Saint Vincent de Chalon fut patron, seigneur et décimateur de Damerey. Aussi, dès la période révolutionnaire et impériale, la municipalité de Damerey se préoccupa du bon entretien de son église. En 1827, la commune, par délibération datée du 7 mai, sollicitait l'érection de l'église en succursale. Le préfet émit un avis favorable, en considérant que la population de Damerey s'élevait à 677 habitants, que les chemins étaient presque impraticables en hiver pour gagner Saint-Maurice-en-Rivière, et que l'église de cette commune était insuffisante pour accueillir les fidèles des deux paroisses réunies (Archives de Saône-et-Loire. Série V : Administration de la fabrique de Damerey). En 1828, la commune racheta l'ancien presbytère de la paroisse, « l'un des plus beaux de l'arrondissement », devenu, après la Révolution, la propriété de M. Lépine, marchand drapier à Mâcon. La cohabitation des services municipaux et du curé dans le même bâtiment fut la cause de nombreux désagréments. Après 1852, le presbytère fut déplacé et ces derniers prirent fin. C'est en 1864 que la municipalité décide d'une nouvelle restauration et d'un agrandissement de l'église qui aurait été construite vers le commencement du XIIe siècle, autant que l'on peut en juger par la forme du clocher. »

## Politique et administration

### Tendances politiques et résultats

#### Élections présidentielles
Le village de Damerey place en tête à l'issue du premier tour de l'élection présidentielle française de 2017, Marine Le Pen (RN) avec 30,82 % des suffrages. Mais lors du second tour, Emmanuel Macron (LaREM) est en tête avec 53,09 %.

#### Élections législatives
Le village de Damerey faisant partie de la quatrième circonscription de Saône-et-Loire, place lors du 1er tour des élections législatives françaises de 2017, Catherine Gabrelle (LREM) avec 25,91 % des suffrages. Mais lors du second tour, il s'agit de Cécile Untermaier (PS) qui arrive en tête avec 55,80 % des suffrages.
Lors du 1er tour des élections législatives françaises de 2022, Cécile Untermaier (PS), députée sortante, arrive en tête avec 35,63 % des suffrages comme lors du second tour, avec cette fois-ci, 51,83 % des suffrages.

#### Élections départementales
Le village de Damerey faisant partie du canton de Gergy place le binôme de Nathalie Damy (DVD) et Michel Duvernois (DVD), en tête, dès le 1er tour des élections départementales de 2021 en Saône-et-Loire avec 65,56 % des suffrages. Lors du second tour, les habitants décideront de placer de nouveau le binôme de Nathalie Damy (DVD) et Michel Duvernois (DVD), en tête, avec cette fois-ci, près de 78,98 % des suffrages. Devant l'autre binôme menée par Violaine Gillet (PS) et Didier Réty (PS) qui obtient 21,02 %. Il est important de souligner une abstention record lors de ces élections qui n'ont pas épargné le village de Damerey avec lors du premier tour 63,51 % d'abstention et au second, 60,33 %.

### Liste des maires de Damerey
| Période                                  | Période   | Identité            | Étiquette | Qualité                                |
| ---------------------------------------- | --------- | ------------------- | --------- | -------------------------------------- |
| avant 1995                               | ?         | Bernard Petiot      |           |                                        |
| mars 2001                                | mars 2008 | Jean-Claude Laurent |           |                                        |
| mars 2008                                | mars 2014 | Marie Perraudin     |           |                                        |
| mars 2014                                | 2020      | Frédéric Léothaud   |           |                                        |
| 2020                                     | En cours  | Nathalie Damy       | DVD       | Conseillère départementale depuis 2021 |
| Les données manquantes sont à compléter. |           |                     |           |                                        |

## Population et société

### Démographie
L'évolution du nombre d'habitants est connue à travers les recensements de la population effectués dans la commune depuis 1793. Pour les communes de moins de 10 000 habitants, une enquête de recensement portant sur toute la population est réalisée tous les cinq ans, les populations de référence des années intermédiaires étant quant à elles estimées par interpolation ou extrapolation. Pour la commune, le premier recensement exhaustif entrant dans le cadre du nouveau dispositif a été réalisé en 2004.

En 2022, la commune comptait 548 habitants, en évolution de −2,32 % par rapport à 2016 (Saône-et-Loire : −1,06 %, France hors Mayotte : +2,11 %).
| 1793 | 1800 | 1806 | 1821 | 1831 | 1836 | 1841 | 1846 | 1851 |
| ---- | ---- | ---- | ---- | ---- | ---- | ---- | ---- | ---- |
| 613  | 610  | 638  | 667  | 677  | 699  | 750  | 747  | 754  |

| 1856 | 1861 | 1866 | 1872 | 1876 | 1881 | 1886 | 1891 | 1896 |
| ---- | ---- | ---- | ---- | ---- | ---- | ---- | ---- | ---- |
| 749  | 736  | 709  | 693  | 685  | 680  | 740  | 754  | 596  |

| 1901 | 1906 | 1911 | 1921 | 1926 | 1931 | 1936 | 1946 | 1954 |
| ---- | ---- | ---- | ---- | ---- | ---- | ---- | ---- | ---- |
| 594  | 558  | 561  | 473  | 458  | 436  | 427  | 423  | 400  |

| 1962 | 1968 | 1975 | 1982 | 1990 | 1999 | 2004 | 2006 | 2009 |
| ---- | ---- | ---- | ---- | ---- | ---- | ---- | ---- | ---- |
| 381  | 389  | 364  | 409  | 432  | 421  | 492  | 526  | 572  |

| 2014 | 2019 | 2022 | - | - | - | - | - | - |
| ---- | ---- | ---- | - | - | - | - | - | - |
| 557  | 552  | 548  | - | - | - | - | - | - |

### Enseignement
Le village a une école primaire composée historiquement de quatre classes.

## Économie
En commerce, la commune possède : Un restaurant, une boulangerie, une épicerie-tabac-presse-point poste, un salon de toilettage et un traiteur.

## Culture locale et patrimoine

### Lieux et monuments
- Une église et un cimetière.
- La maison « Entre Bresse et Castille », œuvre de Roger Mercier, inscrite depuis 2017 aux Monuments historiques[21].

### Personnalités liées à la commune
- Jacques Chaussier (1835-1914), homme politique, député de Saône-et-Loire de 1900 à 1914.
- Roger Mercier : La commune possède l'œuvre de ce monsieur, singulier de l'art, artiste des bords de route qui, depuis 1984, construisait une cité d'inspiration hispanique avec bâtiments et sculptures en béton peint absolument remarquable. Âgé de 80 ans, il poursuivait encore l'entretien et le développement de son œuvre. M. Mercier, né en 1926, est décédé en 2018.
- Marie Guillot : Née à Damerey le 9 septembre 1934. Institutrice et syndicaliste féministe, elle devient à partir de 1921 secrétaire de la Fédération de l'enseignement puis secrétaire confédérale de la CGTU.

## Pour approfondir